# 宋家皇朝
《宋家皇朝》（英語：The Soong Sisters）是一部於1997年出品的香港電影，由張婉婷擔任導演，丈夫羅啟銳擔任編劇，以及由張曼玉、楊紫瓊、鄔君梅、姜文、金燕玲等擔綱演出的中國近現代史大電影。
此電影的主要內容以講述20世紀上半葉曾左右中國政治、經濟大局的宋嘉澍家族的故事作為主軸，通過描寫宋家三姐妹的性格及歸宿，側寫從辛亥革命到對日抗戰的中華民國歷史。

## 劇情簡介
|                    | 三個美麗女子，「一個愛錢，一個愛權，一個愛國」。 |
| ——引自電影海報標題 |                                                  |

1981年，严冬将尽的北京，时年八十八岁的宋庆龄，病情严重。老仆人阿忠给中国驻美国大使馆发去一封转交宋美龄的电报，告知宋庆龄病重，极想姐妹相见，恳请她来北京相聚。身在美国纽约长岛的宋美龄接到电报，思绪万千，记忆回到到八十年前的上海...
從美國長大及接受西方教育的查理·宋，帶著西方思想與愛國熱忱返回中國，秘密資助孫逸仙的革命事業，二人成為生死之交。
查理共有三子三女，全數在美國接受西方教育；後來，宋家三子先後出任民國政府要職；三個女兒也成為中國女權運動的先驅。宋家三女分別嫁予當時中國的三名要人：大女兒靄齡的夫婿是山西大戶孔祥熙，富可敵國，亦是孔夫子的七十五世孙，地位超然；二女兒慶齡執意嫁給父親摯友孫逸仙，為此導致父女失和、查理也與好友決裂；三女兒美齡則鍾情於追隨孫逸仙的軍官蔣介石。宋氏一門的財富、聲望、政治影響力隨著三姊妹夫婿的事業發展，迅速攀漲，被世人稱為「宋家皇朝」；但三人的婚姻及政治抉擇，也將她們各自的人生引上了不同的道路。
北伐之際，孫逸仙病逝，慶齡矢志繼承亡夫遺志，追求中國的統一。不久，蔣介石領導國民革命軍北伐成功，成為中國新一代的領袖；孔祥熙也隨著蔣氏權力的進展，成為統攬國民政府財政的政要。後來，日本加緊對中國領土、主權的侵犯，蔣仍堅持「先安內，後攘外」，全力掃蕩中國共產黨；慶齡對此極為不滿，大力抨擊蔣氏，和美齡間的親情從此決裂，與靄齡一家亦日漸疏遠。
當南京國民政府加緊鎮壓共軍之際，剿匪副總司令張學良突然綁架視察西安的蔣介石、要求停止內戰。美齡為營救夫婿親赴西安，與張學良談判，從而得與斡旋於國共雙方之間的慶齡重逢；在兩姊妹的努力下，西安事變終於在蔣介石同意停止內戰，全國一致抗日的條件下和平落幕。不久，對日抗戰全面爆發，原已各走各路的三姊妹，又再度在中華民族救亡圖存的旗幟下站到了一起......
镜头推回八十年后宋庆龄的病房，阿忠问宋庆龄如果孙先生没有早逝中国历史是否改写，宋庆龄答到历史没有如果。 生命垂危的宋庆龄仍旧期待宋美龄来北京，阿忠只好递上一杯水转移话题，但是宋庆龄却接不住，摔碎在地上，隨後因心跳停止，與世長辭。

## 人物角色

宋家三姐妹（宋靄齡、宋慶齡、宋美齡）

| 角色   | 演員   | 人物关系                                                     |
| ------ | ------ | ------------------------------------------------------------ |
| 宋慶齡 | 張曼玉 | 宋家次女，孫中山的妻子                                       |
| 宋靄齡 | 楊紫瓊 | 宋家長女，孔祥熙的妻子                                       |
| 宋美齡 | 鄔君梅 | 宋家么女，蔣介石的妻子                                       |
| 宋查理 | 姜文   | 本名宋嘉澍，宋家家長，三姊妹的父親，孫中山的朋友             |
| 倪桂珍 | 金燕玲 | 宋查理的妻子，三姊妹的母親                                   |
| 孫文   | 趙文瑄 | 中華民國臨時大總統、中國國民黨總理                           |
| 蔣介石 | 吳興國 | 中華民國總統、中國國民黨總裁                                 |
| 孔祥熙 | 牛振华 | 中華民國行政院院長、中央銀行總裁                             |
| 張學良 | 刘劲   | 中华民国陆军一级上将、原東北軍統帥，豫鄂皖及西北剿匪副總司令 |

## 獎項
| 頒獎典禮              | 獎項             | 名字                 | 結果 |
| --------------------- | ---------------- | -------------------- | ---- |
| 第17屆香港電影金像獎  | 最佳電影         | 宋家皇朝             | 提名 |
| 第17屆香港電影金像獎  | 最佳導演         | 張婉婷               | 提名 |
| 第17屆香港電影金像獎  | 最佳編劇         | 羅啟銳               | 提名 |
| 第17屆香港電影金像獎  | 最佳女主角       | 張曼玉               | 獲獎 |
| 第17屆香港電影金像獎  | 最佳男配角       | 姜 文                | 獲獎 |
| 第17屆香港電影金像獎  | 最佳女配角       | 楊紫瓊               | 提名 |
| 第17屆香港電影金像獎  | 最佳女配角       | 金燕玲               | 提名 |
| 第17屆香港電影金像獎  | 最佳攝影         | 黃岳泰               | 獲獎 |
| 第17屆香港電影金像獎  | 最佳美術指導     | 馬磐超               | 獲獎 |
| 第17屆香港電影金像獎  | 最佳服裝造型設計 | 和田惠美             | 獲獎 |
| 第17屆香港電影金像獎  | 最佳原創音樂     | 喜多郎 Randy Miller  | 獲獎 |
| 第17屆香港電影金像獎  | 最佳音響效果     | 宋家皇朝             | 提名 |
| 第3屆香港電影金紫荊獎 | 最佳女主角       | 張曼玉               | 提名 |
| 第3屆香港電影金紫荊獎 | 最佳男配角       | 姜 文                | 提名 |
| 第3屆香港電影金紫荊獎 | 最佳攝影         | 黃岳泰               | 提名 |
| 第3屆香港電影金紫荊獎 | 十大華語片       | 宋家皇朝             | 獲獎 |
| 第34屆金馬獎          | 最佳攝影         | 黃岳泰               | 提名 |
| 第34屆金馬獎          | 最佳視覺效果     | 先濤數碼企畫有限公司 | 獲獎 |
| 第34屆金馬獎          | 最佳美術設計     | 馬磐超               | 獲獎 |
| 第34屆金馬獎          | 最佳音效         | 曾景祥               | 獲獎 |
| 第34屆金馬獎          | 最佳原創電影音樂 | 喜多郎               | 獲獎 |

## 外部連結
- 香港影庫上《宋家皇朝》的資料（繁體中文）
- 開眼電影網上《宋家皇朝》的資料（繁體中文）
- 时光网上《宋家皇朝》的資料（简体中文）
- 豆瓣电影上《宋家皇朝》的資料 （简体中文）
- 爛番茄上《宋家皇朝》的資料（英文）
- AllMovie上《宋家皇朝》的资料（英文）
- 互联网电影数据库（IMDb）上《宋家皇朝》的资料（英文）